# كريم الأبنودي
كريم الابنودي ممثل مصري، ظهر للمرة الأولى في برنامج (البيت بيتك) مع الشاعر عبد الرحمن الأبنودي عندما كان يبلغ من العمر خمس سنوات ونصف، حيث تميز وقتها في إلقاء الشعر، ومن بعدها شارك في بطولة عدة أعمال تليفزيونية، منها: (نسيم الروح، دوران شبرا، بنات في بنات) ثم شارك سينمائيًا في أفلام (الشوق، حلاوة روح).

## الافلام
- حلاوة روح
- الشوق
- دكان شحاتة

## المسلسلات
- مسلسل الإمام الغزالي
- بنات x بنات
- دوران شبرا
- الرحايا حجر القلوب
- نسيم الروح
- حوارى بوخارست
- رمضان كريم

## وصلات خارجية
- كريم الأبنودي على موقع الدهليز
- كريم الأبنودي على موقع قاعدة بيانات الأفلام العربية